# Саварка
Са́варка (укр. Саварка) — село, входит в Богуславский район Киевской области Украины.

## История
Саварка — село в Киевской области. В селе, на левом берегу реки Роси, городище. При обследовании в 1966 г. следы укреплений отыскать не удалось. Поселение полностью застроено. Рядом находилось селище с материалами XI—XIII вв.
По переписи 2001 года население составляло 957 человек.

## Известные люди связанные с селом
- Кравчук, Михаил Филиппович - известный украинский математик был директором местной школы.
- 10 (23) марта 1908 года в селе родился Архип Михайлович Люлька, выдающийся  учёный, конструктор, специалист в области авиационных двигателей. Академик АН СССР (1968), руководитель ОКБ «Сатурн». Герой Социалистического Труда (1957). Лауреат Ленинской и двух Сталинских премий. 14 ноября 1985 года Саварской средней общеобразовательной школе было присвоено наименование "имени Героя Социалистического Труда А. М. Люльки"[1].

## Местный совет
09710, Киевская обл., Богуславский р-н, с. Саварка, тел.+380 (4561) 3-93-48